# USS LST-727
O USS LST-727 foi um navio de guerra norte-americano da classe LST que operou durante a Segunda Guerra Mundial.